# 江生
江生（英語：Chiang Sheng，1951年4月27日—1990年），本名赵冈生，籍贯台湾，后成为香港演員，同时也是张彻最喜欢的演员之一。

## 生平
江生1951年出生于台湾，由于孩子众多，因此他被送到台湾台北的一家戏剧学校。而在那里，江生在学校结识了很多的朋友。不过在之后，因为他在校长办公室吸烟而被学校开除。但那个时候他已经是一个拥有很多表演经验的人。
约于1973年左右，江生加入电影行业，身份是武师和演员。早期担任主要演员的电影有《十段高手》（又名《决斗硫磺谷》）。 1974年，张彻组建长弓电影公司，到台湾拍戏，江生也参与了部分长弓电影的拍摄。
1976年，江生随张彻与郭追、鹿峰等人一起到达香港，进入邵氏，以武师身份签约，同时成为演员，在邵氏拍攝的主要電影有《五毒》、《殘缺》、《雜技亡命隊》、《卖命小子》、《飛狐外傳》、《叉手》等。从《唐人街小子》开始，逐渐兼任副导演、武术指导工作。
邵氏合约结束后，郭追、鹿峰、江生等人决定听从张彻劝说，返回台湾开拍《忍术》（又名《术士神传》）。
1990年，江生因心脏麻痺去世。